# Arachnocephalus maculifrons
Arachnocephalus maculifrons är en insektsart som beskrevs av Roger Roy 1969. Arachnocephalus maculifrons ingår i släktet Arachnocephalus och familjen Mogoplistidae. Inga underarter finns listade i Catalogue of Life.